# Тиберкуль (озеро)
53°53′37″ пн. ш. 94°01′11″ сх. д. / 53.893611111111° пн. ш. 94.019722222222° сх. д.
Тиберкуль — проточне прісне озеро в Курагінському районі Красноярського краю, Росія.

## Географія
Тиберкуль — найбільше озеро Красноярського краю; також і найбільше за запасами прісної води.
Озеро лежить за 85 км на схід від селища Курагіне і за 15 км від села Черемшанка, у гірській западині на висоті 443 м над рівнем моря, в долині річки Тюхтяти.
В озері 2 великі острови (Кедровий та Березовий) та близько 12 дрібних.

## Етимологія
У перекладі з хакаської, Тиберкуль означає «небесне озеро».

## Характеристики
к* прісне озеро, проточне;
- походження — льодовикове;
- висота — 443 м над рівнем моря,
- площа дзеркала водойми — 23,8 км[4] ;
- водозбірна площа — 136 км[4] ;
- найбільша довжина — 13 км;
- найбільша ширина — 5 км;
- максимальна глибина — 51 м;
- протяжність берегової лінії — 53,4 км;
- сезонне підвищення рівня води — до 1,5 м;
- товщина льодового покриву — близько 90 см.

Впадають річки: Варламиха (через неї сполучається з озером Варлама), Єльцовка, Сидорівка (через неї сполучається з озером Малий Тиберкуль), Черемшанка та ще дві безіменні річки.
Випливає: Тюхтяти (також: Тюхтят), що впадає в Казир на 72 км (права притока).